# Lönearbete och kapital
Lönearbete och kapital (originalets tyska titel: Lohnarbeit und Kapital) är en text skriven av Karl Marx. Texten är baserad på en serie föredrag som Marx höll i den Tyska Arbetarföreningen i Bryssel 1847. Dessa trycktes sedan som en serie artiklar i Neue Rheinische Zeitung 1849.
Då skriften kommer från tiden före Marx stora ekonomiska forskningsarbete under 1850- och 1860-talen skiljer sig dess innehåll markant från den ekonomiska teori som Marx lade fram i exempelvis Kapitalet. Många viktiga ekonomiska begrepp var ännu inte formulerade, bl.a. hade Marx ännu inte kommit fram till den viktiga skillnaden mellan arbetets och arbetskraftens olika värde. Trots detta kan Lönearbete och kapital fungera som en introduktion till marxismens ekonomiska teori, och den har blivit vida spridd och översatt till många språk. På Marxists Internet Archive finns texten tillgänglig på sexton olika språk. Ofta begagnar man sig då av en uppdaterad upplaga som Marx vän Friedrich Engels gav ut 1891. I denna sena utgåva gjorde Engels en rad korrigeringar för att skriften bättre skulle stämma överens med den mogne Marx ekonomiska teorier.

## Not
1. ↑  Marx, Karl (1975). Skrifter i urval. Ekonomiska skrifter. Bo Cavefors Bokförlag. sid. 13. ISBN 91 504 0293 5